# Sand Lake, Michigan
Sand Lake är en ort (village) i Kent County i Michigan. Vid 2010 års folkräkning hade Sand Lake 500 invånare.